# Nouvelle Vague
Nouvelle Vague (sv:Nya vågen) är ett franskt musikerkollektiv som har sammansatts av arrangörerna Olivier Libaux och Marc Collin. Bandets musikstil kan närmast liknas vid bossa nova. De låtar som bandet väljer att framföra är covers på framförallt gamla New Wave-klassiker. 

## Bandnamnet en ordlek
Bandnamnet Nouvelle Vague är taget för att det kan ses som en ordlek mellan tre viktiga element i deras musik. Nouvelle Vague anspelar dels på franska nya vågen som i sin tur anspelar på bandets ursprung och deras konstnärskap. Det anspelar också på nya vågen eller New Wave som är den typ av musik som gruppen helst gör covers på. Till sist anspelar det också på bossa nova som kan översättas från portugisiskan som nya vågen.

## Nouvelle Vague (album)
På första albumet Nouvelle Vague så gav bandet nytt liv till låtar från den gamla New Wave-eran. På skivan har de bland annat gjort covers på Depeche Mode, The Clash, Dead Kennedys och Joy Division

## Bande à part
Det andra albumet Bande à part fortsätter gruppen i samma anda som på den första skivan. Den här gången gör de covers på bland annat Yazoo, New Order, Bauhaus och Billy Idol.

## Nouvelle Vague i media
Deras cover av Dead Kennedys Too drunk to fuck är med i Quentin Tarantinos film Grindhouse:Death Proof.

## Diskografi
- 2004 – Nouvelle Vague
- 2006 – Bande à Part
- 2007 – Late Night Tales: Nouvelle Vague
- 2009 – 3